# HNoMS Rauma
Le HNoMS Rauma était un dragueur de mines de la Marine royale norvégienne de la Seconde Guerre mondiale. Il a été capturé par la Kriegsmarine lors de la Campagne de Norvège. Il prend alors le nom de Kamerun et sert comme mouilleur de mines durant toute la guerre en Norvège.
Après la fin de la guerre, il sert au sein de l'administration provisoire allemande pour le déminage en mer du Nord et en mer Baltique. Il est rendu à la Norvège en 1947.

## Contexte
En 1939, alors que la menace de la guerre en Europe est devenue de plus en plus précise, la Marine royale norvégienne prend la décision d'améliorer ces capacités de dragage de mines. Dans un premier temps, un certain nombre de canonnières sont transformées en mouilleurs de mines et en dragueurs de mines.

La guerre devenant imminente, deux nouveaux dragueurs de mines sont construits au chantier naval d'Oslo Nylands Mekaniske Værksted. Les deux navires (HNoMS Otra et HNoMS Rauma) sont achevés et mis en service peu de temps avant l'invasion allemande de la Norvège. Les navires de la classe Otra utilise le système de dragage de mines Paravane (Oropesa).

## Campagne de Norvège
Peu avant l'invasion allemande, la Royal Navy avait établi des champs de mines proches des côtes norvégiennes (Stad, Hustadvika et Bodø) pour bloquer le ravitaillement allemand en minerai de fer suédois en provenance de Narvik (Opération Wilfred).
En réponse à cela, le gouvernement norvégien a ordonné aux dragueurs de mines Otra et Rauma de naviguer vers le nord à partir de leur base de Horten et ratisser les champs de mines, le 9 avril 1940.
L'attaque allemande principale fut de prendre la base navale de Horten dans l'Oslofjord dès le 9 avril 1940. L'Otra était sorti du port pour se renseigner sur la probabilité d'une attaque imminente et fut intercepté par la force allemande. La défense de la base était faite par le Rauma et le mouilleur de mines HNoMS Olav Tryggvason, ceux-ci ne purent empêcher le débarquement d'une petite troupe d'infanterie allemande. Les forces norvégiennes de Horten ont dû céder la place et les navires se rendre à l'ennemi.

## Mouilleur de mines Kamerun
Après la prise allemande de la base navale d'Horten, les navires norvégiens sont transférés à la Kriegsmarine. le Rauma, endommagé durant le combat, est réparé et remis en service dès le 18 avril 1940 sous le nom de Kamerun et reçoit un renforcement d'armement. Il sert d'abord en tant que patrouilleur pour la 59° flottille de protection du port d'Oslo sous le matricule V 5908. Il est ensuite transformé en mouilleur de mines et sert dans les eaux territoriales norvégiennes.

## Après guerre
Après la capitulation allemande en 1945, le Kamerun sert au sein du service allemand de déminage dans les eaux territoriales norvégiennes avant d'être rendu aux autorités norvégiennes en 1947.
De 1947 à 1949 il est transformé en navire-école puis sert pour la formation des équipages de mouillage de mines. Il est désarmé à Horten le 21 août 1959 et mis en réserve jusqu'à sa vente en avril 1963.

## Note et référence
- (en) Cet article est partiellement ou en totalité issu de l’article de Wikipédia en anglais intitulé « HNoMS Rauma (1939) » (voir la liste des auteurs).